# 秋山仙朴
秋山 仙朴（あきやま せんぼく、生没年不詳、17世紀-18世紀）は、江戸時代の囲碁棋士、著述家。元の名は小倉道喜（おぐら どうき）。武蔵国生まれ、本因坊道悦、本因坊道策門下、六段。『新撰碁経大全』、『古今當流新碁経』などの著作があり、その記述のために絶版、戸締めの刑を受けた。
道喜は本因坊道悦に入門し、その後道策門下となる。道策とは二子で対局して1勝2敗、本因坊道知と先番で打ち分け白番で負け、上手（七段）に先相先の手合（六段）に進む。道策の死後は道知門下となるが、不品行により道悦、井上道節因碩からたびたび咎められた。1707年（宝永4年）に出奔して泉州堺に移り秋山正廣と改名、仙朴と号す。これにより碁家より破門とされる。
1720年（享保5年）に、囲碁心得や定石について記した『新撰碁経大全』二巻を出版。1725年（享保10年）に再版する際に、前書において「今道策流學者予外無之、為後之書置者也」（道策流を学ぶ者は予の他にいない）と書いたのを、京都で隠居の身にあった道悦が目にし、これを不届きとして江戸の道知に処分を求めた。道知は他の家元の主だった者と協議し、碁所の立場上差し置き難しとして寺社奉行小出信濃守に訴え出て、町奉行を通じて同書は絶版、仙朴は十日間の戸締めに処せられた。
他の著作として、『新撰碁経大全』の別版で名古屋の版元から出した『當流碁経大全』、道策時代の打碁集『古今當流新碁経』がある。